# Pedro María de la Arriagada
Pedro María de la Arriagada Argomedo (San Fernando, 1791 – Santiago, 3 de junio de 1837), fue un político chileno, Licenciado en derecho, hacendado y diputado por Colchagua.

## Vida
Fue hijo del curicano Félix José de la Arriagada y Maturana y de María Mercedes Argomedo y Montero. Nació en San Fernando, corregimiento de Colchagua, el año 1791, fue colegial del seminario de los Santos Ángeles Custodios en 1810. Licenciado en derecho en 1820. Fue dueño de la hacienda Roma, imponiendo una capellanía de ocho mil pesos en beneficio de su alma. Tuvo cuatro hijos naturales: Mercedes, María, Ignacio y Dolores. Sin embargo, se mantuvo soltero.
Fue diputado propietario por Colchagua, en el Congreso Nacional Constituyente de 1826. Encabezó la representación de Colchagua, por renuncia, fundada en enfermedad de José Gregorio Argomedo, propietario electo en primer lugar. Falleció en Santiago el 3 de junio de 1837.